# Croissant nordique
Phyciodes cocyta
Espèce
Le Croissant nordique (Phyciodes cocyta) est une espèce d'insectes lépidoptères (papillons) de la famille des Nymphalidae, de la sous-famille des Nymphalinae et du genre Phyciodes.
Il se nourrit sur des Asteraceae, sur lesquels les femelles élèvent leur progéniture. Le croissant nordique présente une distribution plus septentrionale que la plupart des papillons du genre Phyciodes. Par ailleurs, il est souvent confondu avec le Croissant perlé et le Croissant fauve.

## Dénomination
Phyciodes cocyta a été nommé par Pieter Cramer en 1777.
Synonymes : Papilio cocyta Cramer, [1777].

### Noms vernaculaires
Le Croissant nordique se nomme Northern Crescent en anglais. Les papillons du genre Phyciodes sont caractérisés par une tache sur leurs ailes rappelant un croissant de lune, ce qui explique le nom vernaculaire de « croissant ». 

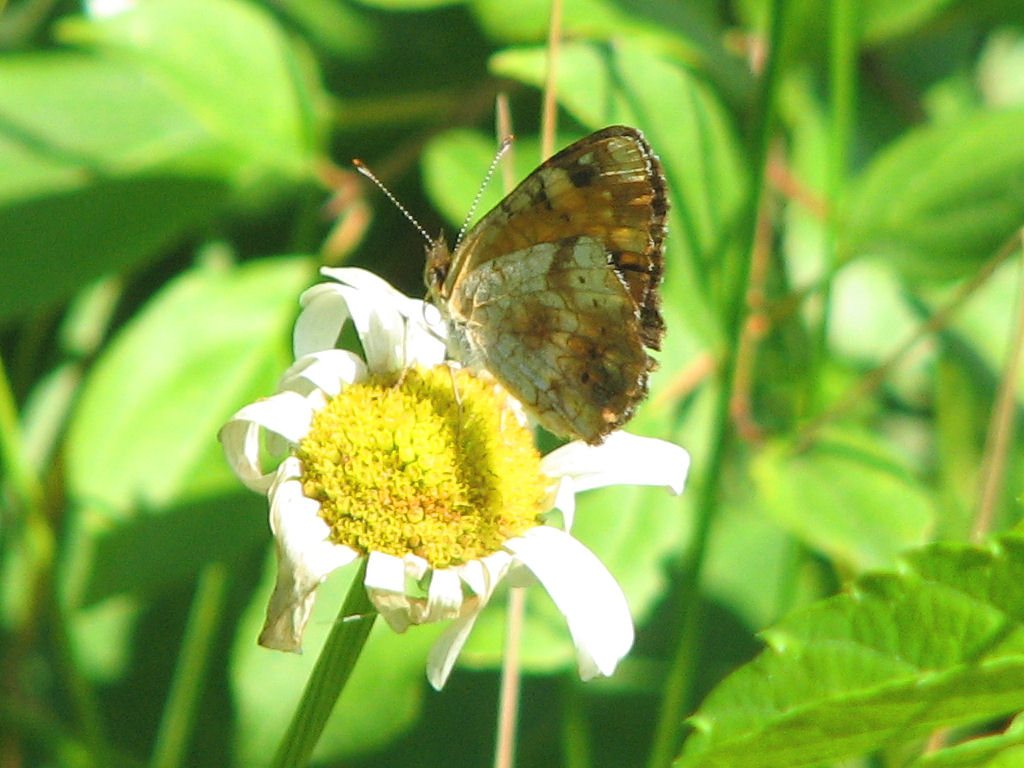
Revers de Croissant nordique.

### Sous-espèces
- Phyciodes cocyta cocyta
- Phyciodes cocyta arenacolor Austin, 1998
- Phyciodes cocyta diminutor Scott, 1998
- Phyciodes cocyta selenis (Kirby, 1837)[1].

## Description
Le Croissant nordique est un papillon roux orangé à bordure marron. Les ailes antérieures ont d'autres ornementations marron, les ailes postérieures uniquement une ligne submarginale de fins chevrons marron doublée d'une ligne de petits points marron. Les femelles sont d'une couleur plus foncée que les mâles.
Le revers est clair, d'une couleur entre le sable et l'ocre clair avec la même ornementation.
Son envergure est comprise entre 32 et 38 mm. Ses antennes ont leur dessous et leur extrémité de couleur orange,,.
Les papillons de la famille des Nymphalidae sont faciles à reconnaître par leurs pattes antérieures des pattes antérieures trop courtes pour servir à la marche. Ces appendices sont toutefois utiles comme organes sensoriels , Ils ne marchent donc qu'avec quatre de leurs pattes. Ils ont également une teinte orangée, un vol rapide et habile, des chenilles brunâtres ainsi que des chrysalides épineuses.
Les papillons du genre Phyciodes, volent généralement par intermittence, alternant entre une période de battements suivie d'une période où ils planent près du sol. Ce vol particulier permet de distinguer les espèces de ce genre de celles des autres papillons aux teintes orangées.
Les ailes des lépidoptères sont recouvertes d'écailles composant des motifs très diversifiés grâce à une gamme de millier de teintes possibles . Il est donc possible de confondre cette espèce avec deux autres espèces du genre Phyciodes ; P. tharos, ou croissant perlé, et P. batessi, ou croissant fauve.
Pour départager les trois espèces, dont les ailes sont parfois variables selon le sexe du papillon et le moment de sa naissance durant la saison, il faut regarder la couleur des massues, qui est la boule au bout des antennes et qui est typique des papillons de jour. Le croissant perlé (P. tharos) a des massues  partiellement orange alors que celles des croissants nordiques sont généralement noires. Le croissant fauve (P. batesii) a des massues orangées du spécimen et le dessous des ailes qui est quasi uniformément jaune chez ce dernier, tandis que celui du croissance nordique est orange voire orange-brunâtre à certains endroit. La partie la plus foncée est de couleur chamois et se situe dans le bas des ailes secondaires, plus précisément dans la région submarginale, où se trouve la tache en croissant de lune. Il est important de noter que le P. batesii est beaucoup plus rare au Québec que le P. cocyta, qui est, au contraire, très commun ,.

### Dimorphismes sexuel
Les femelles ont des ailes primaires comportent davantage d'écailles noires que celles des mâles. Par ailleurs, les ailes secondaires sont pourvues d'une ligne noire post-médiane presque continue. Cette même zone est orange chez les mâles. Chez P. batesii, la région post-médiane est à l'image de celle des P. cocyta femelles. Cette ressemblance explique que les femelles de P. cocyta soient parfois méprises pour des P. batesii dans les collections, ce qui donne l'impression que le P.batesii est plus commun qu'il ne l'est réellement ,.

### Chenille
La chenille est ornée d'épines ramifiées brun rosé.

## Taxonomie
Le croissant fauve, le croissant perlé et le croissant nordique se ressemblent énormément et peuvent présenter des différences intraspécifiques. Ce n'est que très récemment que P. cocyta et P. tharos ont été divisées en deux espèces distinctes, à cause de leurs ressemblances. Les femelles du croissant nordique ont généralement les massues noires et sont encore plus sujettes à confusion avec leurs cousins du même genre. De plus, les espèces communes comme P. cocyta sont rarement capturées en fin de saison .

## Biologie
Les femelles pondent leurs œufs en paquets sur la face inférieure des feuilles des asters. Le nombre d’œufs peut varier selon les espèces : il est d’environ 40 chez Phyciodes cocyta. Elles passent beaucoup de temps à sélectionner la plante qui est en meilleure santé afin de donner plus de chances de survie à leurs progéniture. Les croissants nordiques ont deux générations au cours de l'année : la première apparaît au début et de l'été et la deuxième à l'automne.
Comme tous les lépidoptères, les Phyciodes sont des insectes holométaboles. Leur cycle de vie comprend donc plusieurs stades larvaires suivis du stade nymphal, constitué de la chrysalide . La chenille de Phyciodes cocyta est de couleur sombre et se tient en groupe sur les feuilles d’asters, sur lesquelles elle se nourrit. C'est également sur ces plantes qu'elle forme sa chrysalide qui lui permet de faire sa nymphose (Scott, 2007).

### Période de vol et hivernation
Le croissant nordique vole en juin-juillet en une seule génération, peut-être deux dans le sud de son aire.
Il hiberne au troisième stade de la chenille. Les chenilles hibernent à leur troisième stade larvaire.
Phyciodes montrent un vol particulier : ils alternent entre le battement des ailes et le planage. Cela permet de les différencier facilement des autres papillons orange.  Ils apprécient particulièrement le nectar des asters, sur lesquels grandissent et se nourrissent aussi les larves. Les mâles passent la journée à voler autour des plantes hôtes à la recherche de femelles avec qui s’accoupler. Ils sont plutôt territoriaux et n'hésitent pas à se montrer agressifs pour se défendre.

### Plantes hôtes
Les plantes hôtes des chenilles sont des asters, dont Aster simplex.

## Écologie et distribution
Il est présent dans le nord de l'Amérique du Nord dans tout le Canada depuis le Labrador et les Territoires du Nord-Ouest  et dans le nord des États-Unis ainsi que dans les montagnes, à l'ouest jusqu'en Utah, au sud-est de l'Arizona et au sud du Nouveau-Mexique et dans les Appalaches jusqu'au sud de la Virginie.
Le croissant nordique, comme son nom l’indique, a une distribution plus septentrionale que la plupart des autres espèces de Phyciodes. On le retrouve dans le sud du Québec, mais il se rend jusqu’à la baie James. Il occupe des habitats variés, comme les champs, les forêts et le bord des ruisseaux, appréciant les endroits ouverts, où il a souvent beaucoup de fleurs.
L’analyse de l’ADN mitochondrial des différentes espèces de Phyciodes a permis de modéliser une distribution fiable de celles-ci, qui sont parfois confondues en raison de leur grande ressemblance. Les études ont révélé qu’on retrouve le croissant nordique dans le nord des États-Unis et dans la plupart des provinces du Canada. C’est une des seules espèces de Phyciodes que l’on retrouve dans l’est du Canada avec Phyciodes batesii, mais Phydiodes cocyta est trouvé davantage au nord. Cependant, à Chibougamau, il y a une population qui montre un intérêt particulier, car elle constituée de ces deux espèces.

### Biotope
Le Croissant nordique réside dans tous les lieux où il trouve des asters.

### Protection et rôle écologique
L'habitat de certaines sous-espèces doit être conservé.
Les lépidoptères sont nombreux et sont faciles à capturer et à analyser. Ils sont donc utiles pour mener des études sur l’écologie et l’évolution. Par ailleurs, il s’agit de pollinisateurs très efficaces. Les papillons sont souvent spécialisés dans la récolte du pollen d’un type de fleur en particulier. Ils visitent plusieurs fleurs, étant ainsi essentiels à la reproduction de nombreuses espèces de plantes. Phyciodes cocyta apprécie particulièrement les asters.

Les insectes, en entrent en contact avec l’étamine, le stigmate mâle d’une fleur, récoltent leur pollen qu’ils déposent sur une autre fleur. Le pollen demeure accroché accroché aux écailles des ailes des papillons. La pollinisation est extrêmement importante pour les êtres humains, car elle permet aux plantes de nos champs de se reproduire, nous permettant ainsi de nous nourrir. Si les pollinisateurs disparaissent, la reproduction des plantes se verrait nettement diminuée, et certaines espèces pourraient même disparaître complètement, puisqu’elles ne possèdent souvent qu’un seul pollinisateur.

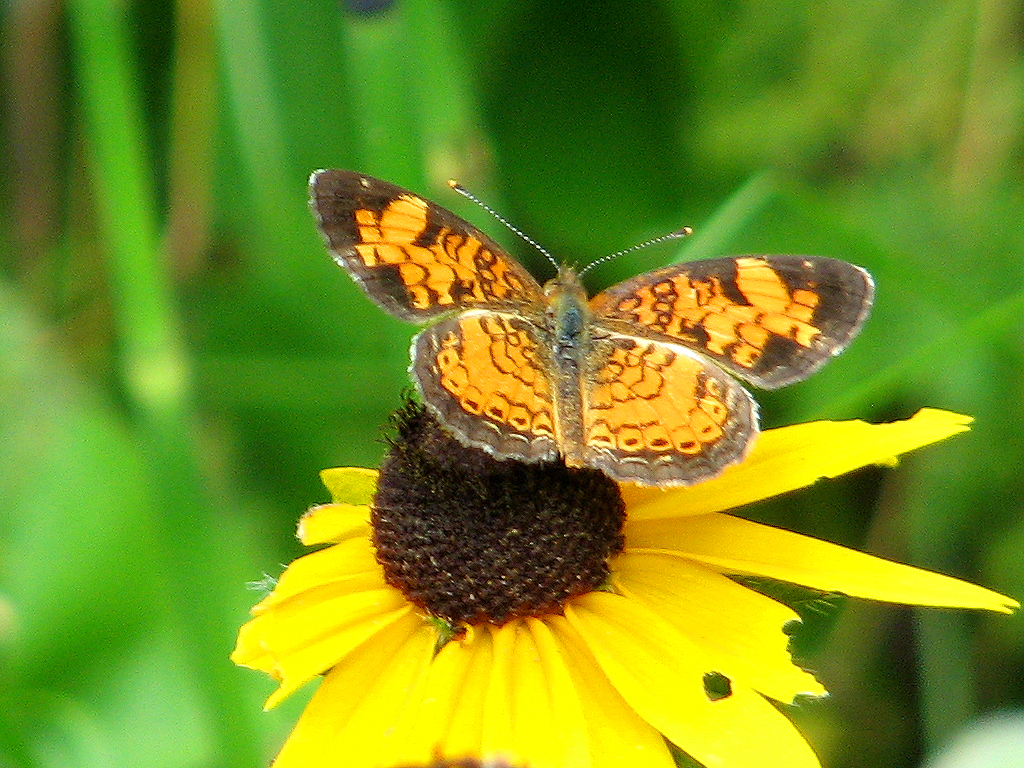
Croissant nordique à Ottawa.